# Talkin' Backwards
Talkin' Backwards är en EP av Isolation Years, utgiven som en 10"-vinyl av det tyska skivbolaget Stickman Records.
Låtarna spelades in under sessionerna för debutalbumet Inland Traveller (2001). Låten "Talkin' Backwards Masking Blues" finns även med på debutalbumet, medan övriga spår är tidigare outgivna.
Bandet självt kommenterar EP:n på följande vis: "Rather than a single, it’s more of an excuse to release the four songs that was leftover when we decided to make "Inland Traveller" a short album. All four of them were serious candidates so it feels good to see them in the glorious 10"-format."

## Låtlista
Där inte annat anges är låtarna skrivna av Jakob Nyström.

### A-sidan
1. "Talkin' Backwards Masking Blues" - 3:09 (Jakob Moström)
2. "Marching on Water" - 4:38
3. "Family Tree" - 3:36

### B-sidan
1. "Arctic Zone" - 3:37
2. "Time Holds the Night" - 5:51

## Personal
- Isolation Years - mixning, inspelning, producent
- Eskil Lövström - mixning (A1, B1-B2)
- Christofer Stannow - mastering
- Henrik Walse - formgivning

### Fotnoter
1. 1 2 3  ”Talkin' Backwards”. Discogs.com. http://www.discogs.com/Isolation-Years-Talkin-Backwards-Ep/release/2263340. Läst 1 mars 2012.
2. ↑  ”Isolation Years Discography”. Isolationyears.com. Arkiverad från originalet den 29 mars 2005. https://web.archive.org/web/20050329095335/http://www.isolationyears.com/discography.asp?id=4. Läst 1 mars 2012.